# Bombi Bitt och jag
För andra betydelser, se Bombi Bitt och jag (olika betydelser).
Bombi Bitt och jag är en roman från 1932 av Fritiof Nilsson Piraten. Romanen har beskrivits som en svensk Tom Sawyer.

## Beskrivning och bakgrund
Bombi Bitt och jag är en roman med inslag av humor, ett slags självbiografi av Piraten i unga dagar. Mycket är visserligen fantasi, men det berättas på ett sannolikt och medryckande sätt. Handlingen är till stora delar förlagd i skånska miljöer (centrerade kring Vollsjö) i början av 1900-talet.
Bokens inledning är berömd: 
| ” | Min vagga vaggade i Tosterup i Färs härad av Malmöhus län. Min fader var stins i Tosterup. Mina föräldrar voro goda och ömma. Jag var en vanartig son. | „ |

Piraten-boken har inspirerats av Mark Twains fabulerande pojkäventyr, och den har liknats både vid Tom Sawyer och Huckleberry Finn. Titelns "Jag" – Bombi Bitts tre år yngre följeslagare Eli, är Piratens alter ego. Namnet är hämtat från en pojke hos Zacharias Topelius. Samhället Vollsjö har i boken fått det fiktiva namnet Tosterup (ej att förväxla med byn Tosterup i Tomelilla kommun), och miljöerna i boken är hämtade från olika bygder i sydöstra Skåne där Piraten eller andra i hans släkt levat.
Mycket av "barndomsskildringarna" i boken är mer eller mindre fria fabuleringar. Patron Esping och konstnären Vricklund, liksom pigan Boel, Bombi Bitt och "Elis" föräldrar, kan ha verkliga förebilder, medan annat är mindre verklighetsförankrat. Nilsson Piratens egen far var dock stins i Vollsjö (alltså "Tosterup").

## Filmatiseringar
Nilsson Piratens bok har vid minst två tillfällen bearbetats till produktioner med skådespelare. 1936 hade långfilmen Bombi Bitt och jag premiär. 1968 sändes den fyra avsnitt långa TV-serien Bombi Bitt och jag på svensk TV. I denna TV-produktion hade en 16-årig Stellan Skarsgård huvudrollen; i 1936 års film spelades den enligt boken 14-årige Bombi Bitt av en då 27-årig Sture Lagerwall.